# Contrat vendanges
Le contrat vendanges est, en France, une forme particulière de contrat de travail à durée déterminée dont l’usage est réservé à l’emploi, par des exploitants vinicoles, de salariés saisonniers pendant la période des vendanges.

Les spécificités de cette forme de contrat de travail sont fixées par le code rural.

## Histoire
Le contrat vendanges est une création récente du droit du travail en France. Il a été introduit par une loi du 21 décembre 2001 qui a ajouté une sous-section spécifique au code du travail, au sein des dispositions plus générales consacrées aux contrats de travail à durée déterminée.
Lors de la refonte du code du travail en 2007, ce régime particulier a été exclu du code du travail pour être intégré au code rural.

## Régime

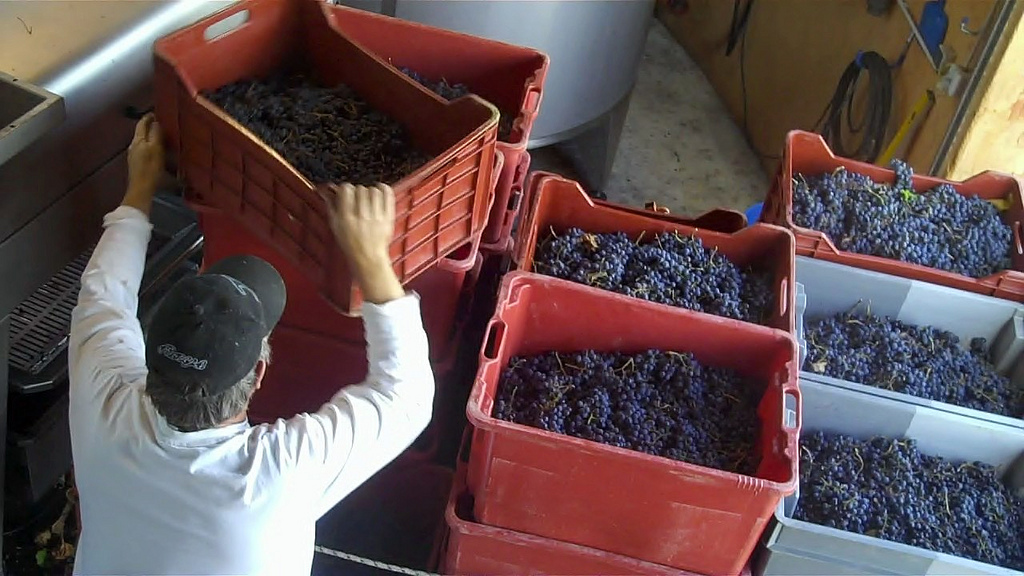
Entreposage de caisses de merlot en 2010.

Le contrat vendanges entre dans la catégorie des contrats saisonniers. Toutefois, le régime spécifique prévu par le code rural déroge aux dispositions générales relatives à ce type de contrat en interdisant qu’il comporte une clause de reconduction d’une année sur l’autre. Il ne permet le recrutement, comme son nom l’indique, que pour la réalisation des travaux de vendanges, entendus cependant au sens large, c’est-à-dire :
- les préparatifs de la vendange ;
- les travaux de vendange proprement dits ;
- le rangement après la vendange.

### Salariés concernés
L’une des principales motivations de la création du contrat vendanges était de permettre que cette activité soit exercée par des personnes exerçant par ailleurs une autre activité professionnelle. Cette tolérance est apparue à une époque où, en raison notamment de la modification du calendrier universitaire, la main-d’œuvre étudiante est devenue plus difficile à mobiliser en septembre et en octobre. Le code rural prévoit donc, en dérogation avec les règles habituelles, que l’activité de vendange peut être exercée :
- Par des salariés, pendant une période de congés payés ;
- Par des agents publics ;

### Durée du contrat
Le régime initial prévoyait, sans autres précisions, que le contrat vendanges pouvait être passé pour la durée des vendanges, avec une durée maximale d’un mois. Un salarié pouvait enchaîner plusieurs contrats, à la condition que la durée totale de ces contrats ne dépasse pas deux mois. Cette souplesse, qui s’inscrivait dans la philosophie de ce type de contrat, a été censurée par la Cour de cassation dans un arrêt du 6 octobre 2010, qui a considéré que le contrat vendanges ne pouvait pas déroger aux règles générales applicables aux contrats à durée déterminée, et devait nécessairement comporter soit un terme précis, soit une durée minimale. La position de la Cour de cassation ayant été vivement critiquée, le législateur est de nouveau intervenu en 2012 pour prévoir que, si le contrat ne mentionne pas de durée, il court jusqu’à la fin des vendanges.

### Régime de cotisations sociales
Dès son introduction dans le droit du travail, le contrat vendanges a bénéficié d’un régime favorable d’exonération de la part salariale des cotisations sociales, dans l’objectif d’augmenter la part de salaire net perçu par le vendangeur, et rendre ainsi cette activité attractive. Ce régime de faveur a au demeurant été étendu à l’ensemble des contrats saisonniers proposés par les employeurs relevant du régime de protection sociale des professions agricoles en 2010.

En 2011, la compensation des exonérations de cotisations sociales sur les contrats vendanges a représenté un coût de 13,6 millions d'euros pour les comptes sociaux nationaux.

## Poids dans l’emploi vitivinicole

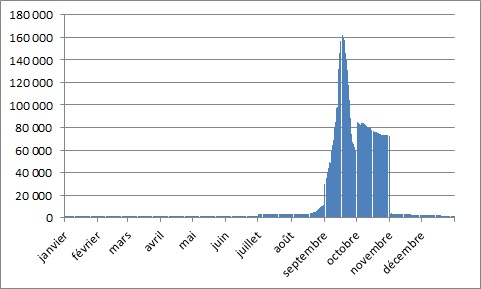
Nombre de contrats vendanges selon le mois en 2009 (Source : INSEE).

On estime à plus de 300 000 le nombre de contrats vendanges signés chaque année en France, avec évidemment une concentration pendant les mois de septembre et octobre. Dans la deuxième quinzaine de septembre, les contrats vendanges représentent 50 % du nombre total de contrats à durée déterminée, et à cette époque le nombre de salariés sous ce régime est supérieur, dans les exploitations, au nombre de salariés sous contrat à durée indéterminée.Le poids de ces contrats  n’est pas nécessairement proportionnel au volume de production de chaque région, dans la mesure où il est étroitement dépendant de la méthode de vendange. Ainsi, le vignoble de Champagne, où la récolte est effectuée exclusivement à la main, représente-t-il à lui seul près du tiers des contrats (100 000), alors que le vignoble du Languedoc-Roussillon ne recrute qu’environ 20 000 saisonniers pendant la période des vendanges.